# Klášter milosrdných bratří (Prostějov)
Bývalý klášter Milosrdných bratří s kostelem sv. Jana Nepomuckého je barokní stavba na okraji historického centra města Prostějova. Budova konventu stojí na východ od kostela sv. Jana Nepomuckého, adresa Svatoplukova 7. V prvním patře se nacházely reprezentativní místnosti a cely řeholníků. V roce 1898 byl dokončen nový nemocniční pavilon.

## Historie
Na počátku historie kláštera stojí slib kněžny Marie Anny z Lichtenštejna, který učinila za uzdravení svého syna Jana Nepomuka z Lichtenštejna. Roku 1727 byla podepsána zakládací listina, ovšem bez uvedení konkrétní lokality. O tři roky později byl za nové působiště řádu milosrdných bratří vybrán Prostějov. Bratři si zvolili nemovitost na olomouckém předměstí. Představitelé města s tímto záměrem nesouhlasili, ale kníže Lichtenštejn odkoupil dům za 6 000 zlatých. Ani poté to však milosrdní bratři neměli ve městě lehké. Prostějovští lékaři a lékárníci brali jejich působení jako konkurenci a stejně tak farnost. Po sporu bratří s prostějovským farářem Janem Birhelem musela v kostele začínat mše svatá až po skončení té u Povýšení sv. Kříže. Špitál během válek sloužil jako lazaret. Nacházela se v něm i známá lékárna. Milosrdní bratři zůstali v Prostějově do roku 1958. Po jejich odsunu se v klášteře nacházel domov důchodců s lékárnou. Nad vchodem do kláštera se nachází socha sv. Jana Boha zobrazeného při pomoci nemocnému.

### 20. století

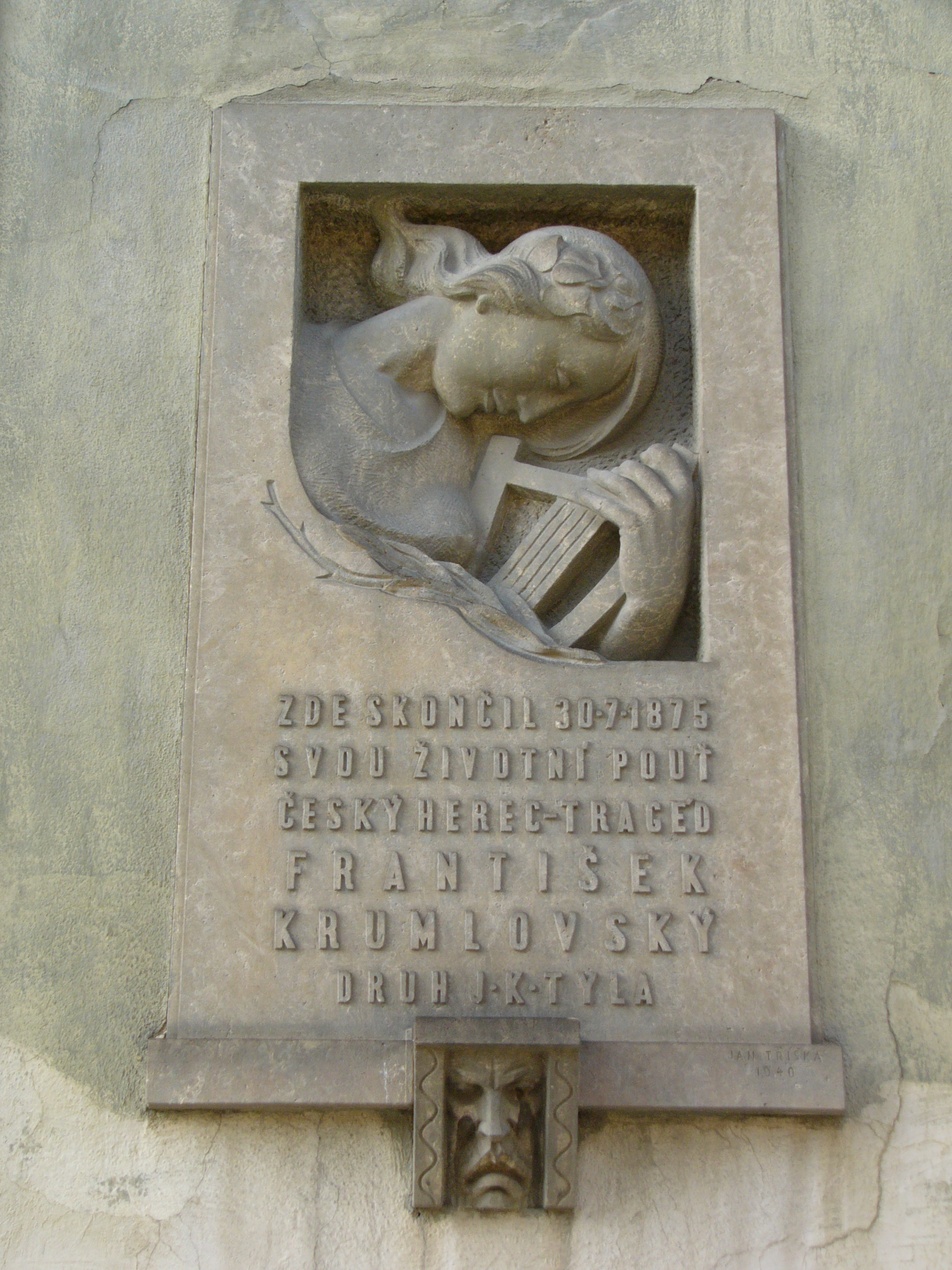
Pamětní deska Františkovi Krumlovskému na budově bývalého kláštera Milosrdných bratří. Autorem pamětní desky je sochař Jan Tříska. Deska byla odhalena 29. prosince 1940.

V roce 1941 oznámilo Gestapo převorovi, že řád Milosrdných bratří byl na celém území Protektorátu Čechy a Morava zrušen. Všechen majetek prostějovského konventu přešel na Velkoněmeckou říši. Členům konventu nebylo poskytnuto žádné zajištění, přešli převážně do okresní nemocnice, kde během války působili jako ošetřovatelé. V listopadu roku 1943 se z kláštera stal německý lazaret a o pár let později ruský. Nemocnice byla v této době vyloupena a značně poničena. Kostel zůstal ušetřen, kromě vitráží a zvonů. 18. června 1945 obnovili bratři svoji činnost. Zůstalo jich pět. Převor P. Petronius Válek a fráteři Josef Vrkačka, Damián Oucírek, Gothard Zbraslavský a S. Kovařík. Po nástupu komunistů k moci byla nemonice zestátněna a přejmenována na Státní okresní nemocnici II. a sloučena se Státní okresní nemocnicí I. Znárodněna byla i lékárna, po znárodnění fary u kostela sv. Petra a Pavla se farní správa přesunula do místností konventu. Po zrušení řádů roku 1950 byly milosrdným bratřím odebrány i zbylé pokoje a předány Charitě. V květnu 1959 byli bratři násilně donuceni k opuštění prostějovského kláštera. Kostel sv. Jana Nepomuckého spravovala farnost Povýšení sv. Kříže, ale záhy musel být uzavřen. Znovu se věřícím k bohoslužbám otevřel až roku 1989.

## Současnost
V roce 1990 byl konvent navrácen řádu. Bratři však byli během komunismu velmi oslabeni a nedokázali budovu dále spravovat. V roce 2015 jej řád milosrdných bratří prodal arcibiskupství olomouckému. Oficiálně se bratři rozloučili s Prostějovem při slavnostní mši 19. prosince 2015. Arcibiskup Jan Graubner prohlásil, že po generální opravě bude areál sloužit charitativním účelům. Kostel sv. Jana Nepomuckého byl přifařen do farnosti sv. Petra a Pavla a jeho statut již není klášterní, ale filiální.

## Fotogalerie

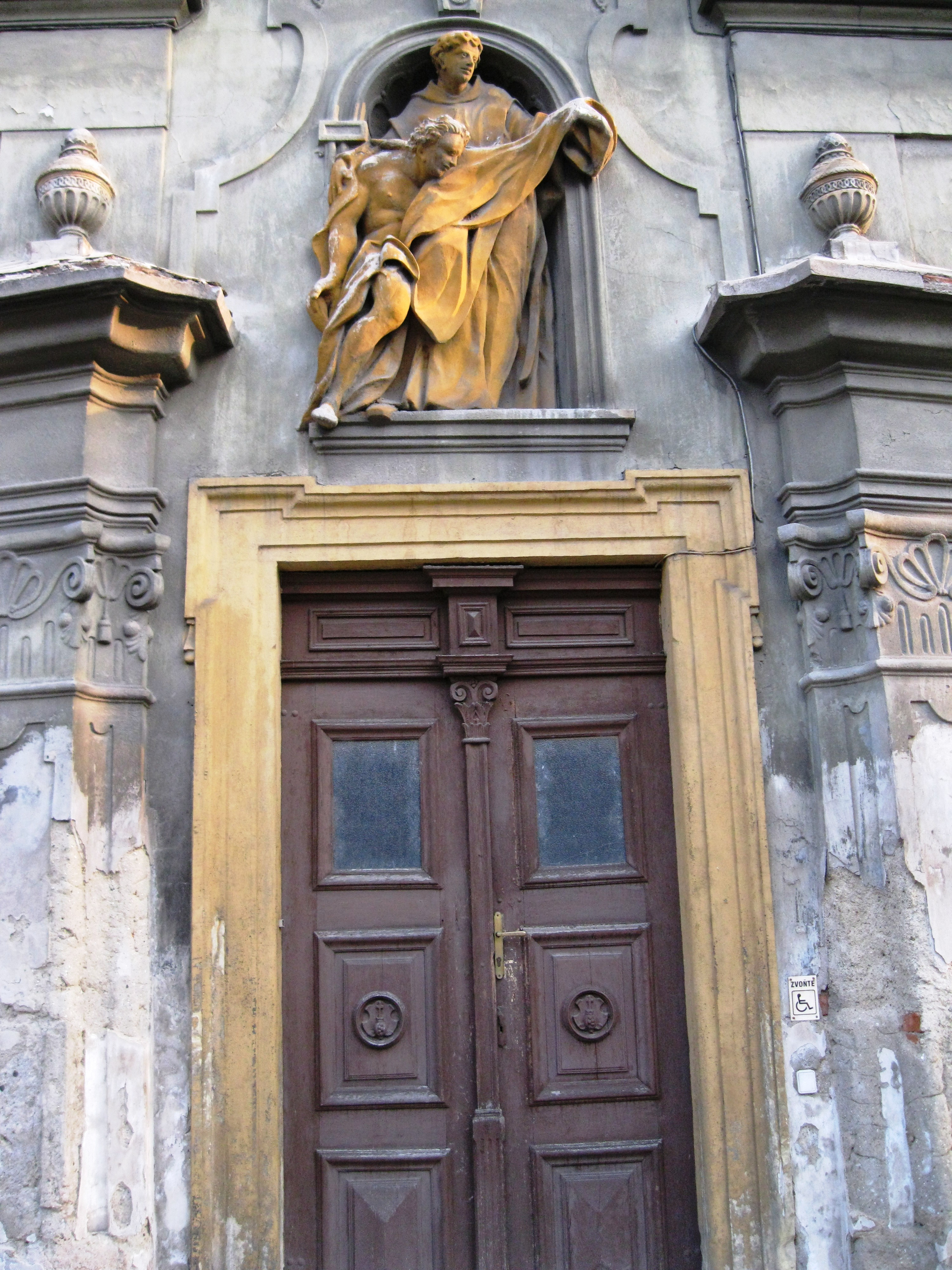
vchod do kláštera

## Zakládací listina

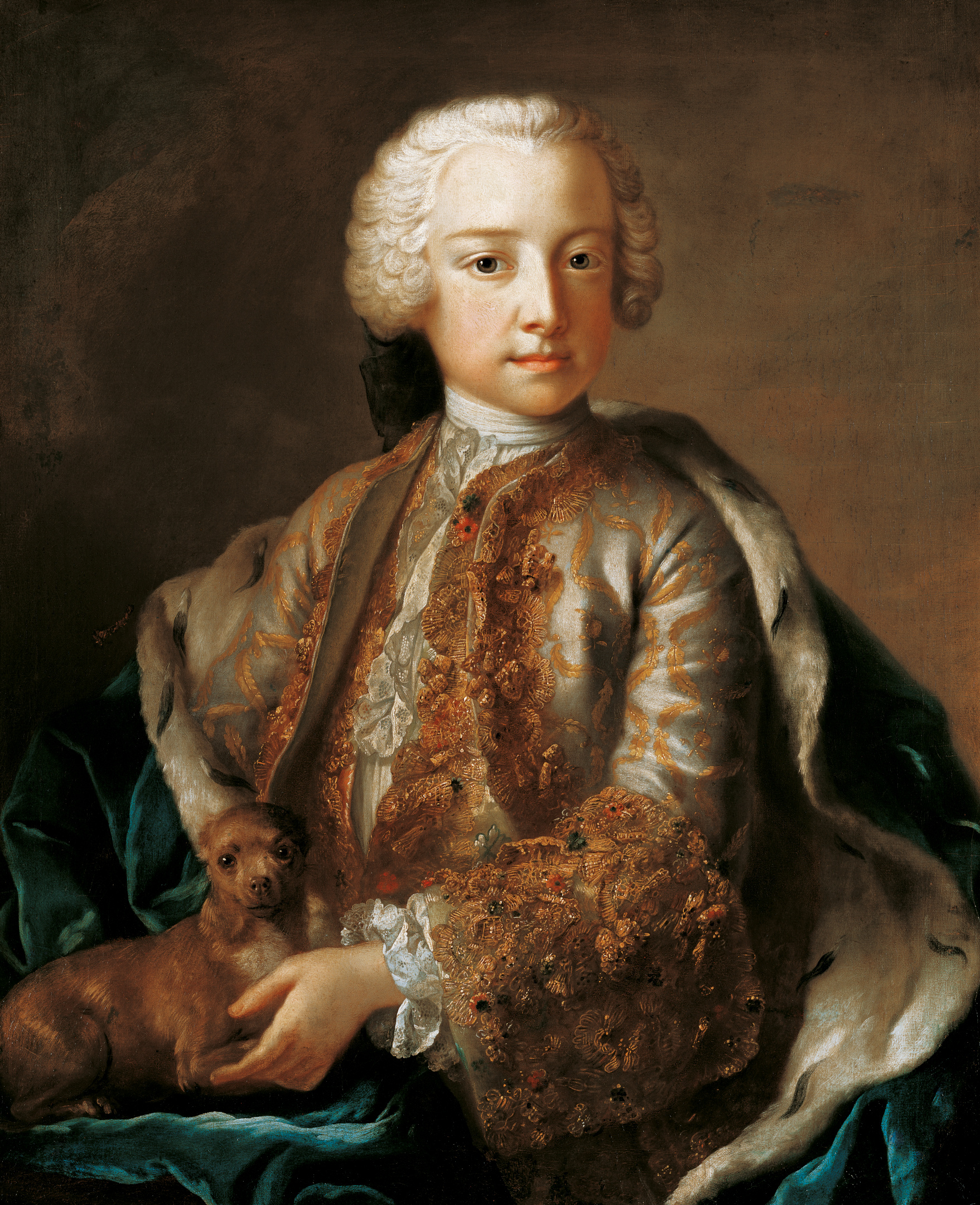
Zázračně uzdravený Jan Nepomuk z Lichtensteina.

Zakládací listinu podepsal ve Vídni rakouský císař Karel VI.
My, Karel VI., z Boží milosti císař římský et cetera, vyznáváme veřejně tímto listem a každému známo činíme, že nebožtík kníže Josef Jan Adam z Lichtensteinu a jeho zemřelá již manželka Marie Anna, kněžna z Lichtensteinu, rozená říšská hraběnka z Ottingenu zavázali se již před léty v roce 1727 ve Valticích, za přítomnosti převora Milosrdných bratří, že věnují na zbudování nového kláštera na Lichtensteinských statcích moravských 4 000 zlatých, když se jim uzdraví jejich jediný syn Jan Nepomuk Karel, který byl zachvácen smrtelnou nemocí a stanul mimo lidskou naději. Když pak byl milostí Boží zachován, věnoval kníže Lichtenstein ještě další stejnou částku k vybudování tohoto kláštera vybral na svých moravských statcích místo v Prostějově a proto, že předně sami obyvatelé jmenovaného města jej o to prosili, že trpí nedostatkem lékaře i lékárníka a za druhé, že v celém markrabství moravském není takový klášter založen a ve zmíněném městě Prostějově není ani nějaký jiný klášter. Zřízením tohoto kláštera nevznikne tedy ani městu, ani zemi nějaké zatížení, ale naopak veřejnost bude mít velký užitek z práce řádových bratří i v případných dobách nákazy, kdyby ji Bůh proti veškeré naději seslal. Když jsme dostali tuto žádost, milostivě jsme zvážili návrh a uznali jsme, že přispěním řádových bratří by v případných žalostných a nakažených dobách přineslo mnoho užitku a chvályhodných výhod jejich ošetřování nemocných nejen obyvatelstvu v městě Prostějově, jakožto místě, kde není toho času po ruce ani lékař ani lékárník a že by v důsledku toho zbudování takového kláštera směřovalo nejen ke zvětšení slávy Boží, nýbrž i k podpoře lásky k bližnímu. Za tohoto stavu věci dáváme k této podané žádosti své císařské a královské milosti souhlas, aby mohli zmíněný převor a konvent Milosrdných bratří z Valtic zbudovat a zřídit v městě Prostějově klášter. Na důkaz toho je tento list zpečetěný přivěšenou naší císařskou a královskou větší pečetí, jenž je dán v našem městě Vídni dne 13. února 1733.